# Kjell Eugenio Laugerud García
Kjell Eugenio Laugerud García (né à Guatemala le 24 janvier 1930 et mort le 9 décembre 2009 dans la même ville) est un militaire et homme d'État guatémaltèque, président de la république du 1er juillet 1974 au 1er juillet 1978.
Son mandat présidentiel – qui s'est déroulé en pleine guerre civile guatémaltèque – s'est caractérisé par une plus grande tolérance envers l'opposition – qui s'est ainsi considérablement renforcée –, par sa réponse efficace à l'important séisme du 4 février 1976 et par une augmentation de l'exploitation pétrolière dans la Bande transversale du Nord. Dans les derniers jours de son gouvernement, le massacre de Panzós s'est produit dans la juridiction de la Bande transversale du Nord, lorsque des éléments de l'armée repoussent violemment une manifestation pacifique de paysans lorsqu'ils se sont sentis attaqués par ces derniers.

## Biographie

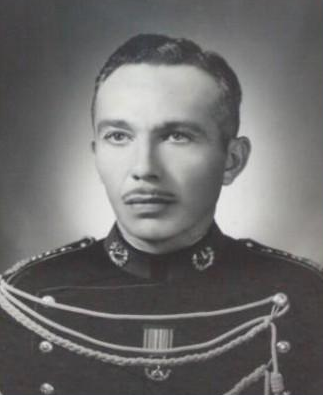
Laugerud García en 1951.

Logo du Mouvement de libération nationale, parti politique anticommuniste qui a soutenu la candidature présidentielle du général Laugerud García.

Né d'un père norvégien et d'une mère guatémaltèque, Kjell Eugenio Laugerud García naît à Guatemala le 24 janvier 1930. Au cours de sa carrière militaire, il occupe des postes importants, tels que directeur de l'École polytechnique, attaché militaire à l'ambassade de son pays à Washington et chef de l'état-major de l'armée. Sous la présidence de Carlos Arana Osorio (1970-1974), il est promu général et nommé ministre de la Défense.
En mars 1974, il est candidat aux élections présidentielles pour le Mouvement de libération nationale (MLN) et est nommé président par le Congrès de la République en juillet de la même année lorsqu'il accède au deuxième tour électoral avec le candidat du parti Démocratie-chrétienne guatémaltèque Efraín Ríos Montt. Sa nomination est contestée par l'opposition, qui met en doute la légalité du processus électoral.

## Présidence (1974-1978)

### Cabinet
Le cabinet de Laugerud García est composé de personnes qui jouissent pour la plupart d'une haute notoriété :
- Ministre des Affaires étrangères : Adolfo Molina Orantes, juriste reconnu internationalement et chancelier du Guatemala en 1958
- Ministre de l'Intérieur : le général Léonel Vassaux, un ami personnel de Laugerud
- Ministre de la Défense : le général Fausto Rubio, déjà titulaire de ce portefeuille dans le gouvernement Arana Osorio, ami personnel de Laugerud et son chef de cabinet lorsqu'il était ministre de la Défense sous Arana Osorio

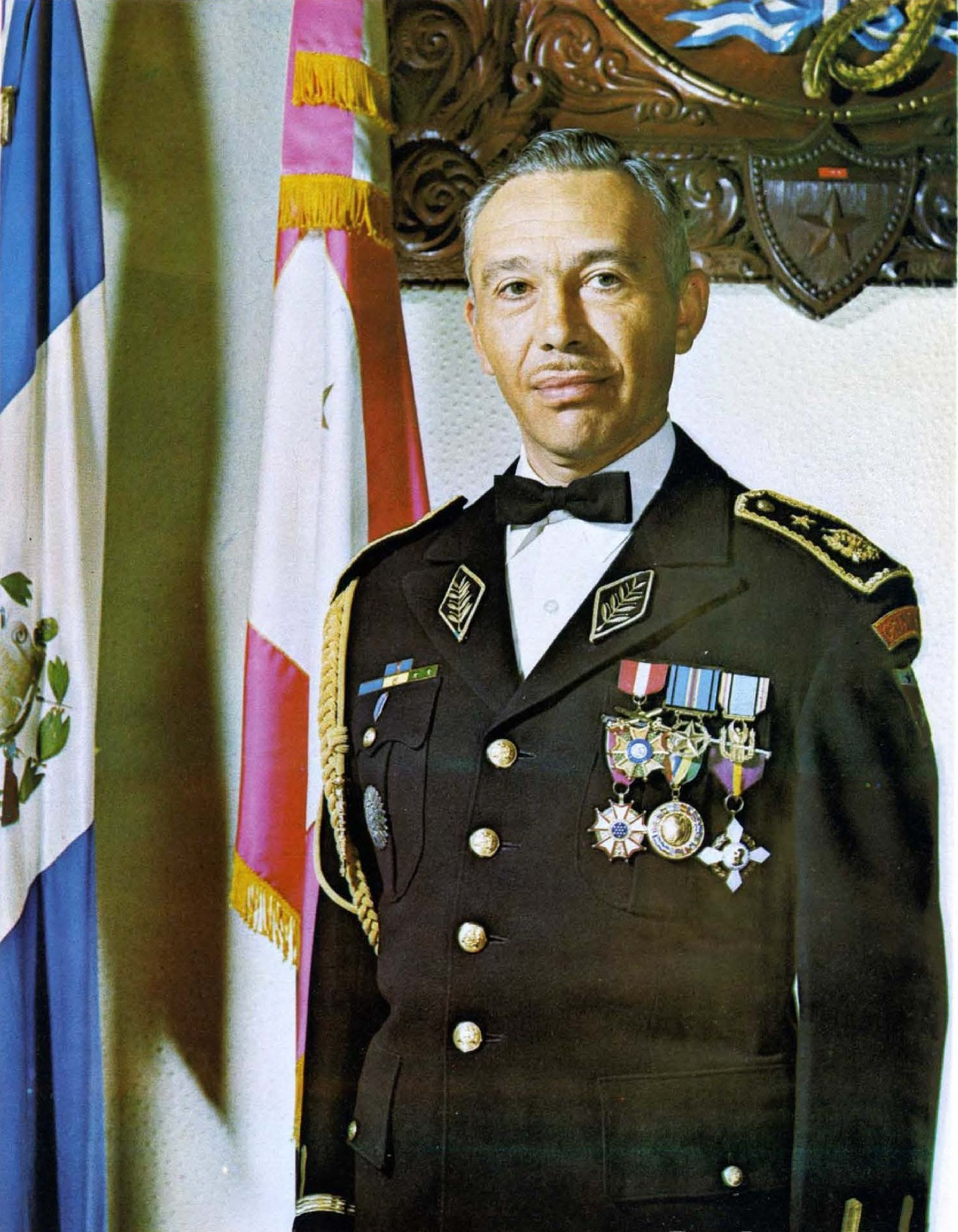
Portrait officiel en tant que chef de l'état-major.

- Portrait officiel en tant que chef de l'état-major.Ministre des Finances : Jorge Lamport, déjà titulaire de ce poste sous Arana Osorio et probablement le fonctionnaire le plus compétent de ce gouvernement
- Ministre de l'Économie : Eduardo Palomo, jusqu'alors président de la Banque du Guatemala et ancien vice-ministre de ce portefeuille
- Ministre des Communications : Gustavo Anzueto, ancien titulaire de ce poste sous Arana Osorio et membre du MLN
- Ministre de l'Agriculture : Roberto Zachrisson, membre actif de l'Union nationale agricole (UNAGRO)
- Ministre de la Santé publique : le Dr Julio Castillo Sinibaldi, jusqu'alors chef de chirurgie à l'hôpital militaire et remplacé lors du tremblement de terre de 1976 par le Dr Julio Benjamín Sultan Berkowitz
- Ministre de l'Éducation : Guillermo Putzeys, âgé de seulement 38 ans, et jusqu'alors doyen de la Faculté des sciences humaines de l'université de San Carlos
- Ministre du Travail : Daniel Corzo de la Roca
- Secrétaire aux relations publiques : Roberto Girón Lemus, alors rédacteur en chef du journal La Nación, durant le gouvernement d'Arana Osorio, il rédige plusieurs discours pour le président, a également été impliqué dans les gouvernements de Juan José Arévalo et Jacobo Arbenz[3]

### Tremblement de terre de 1976

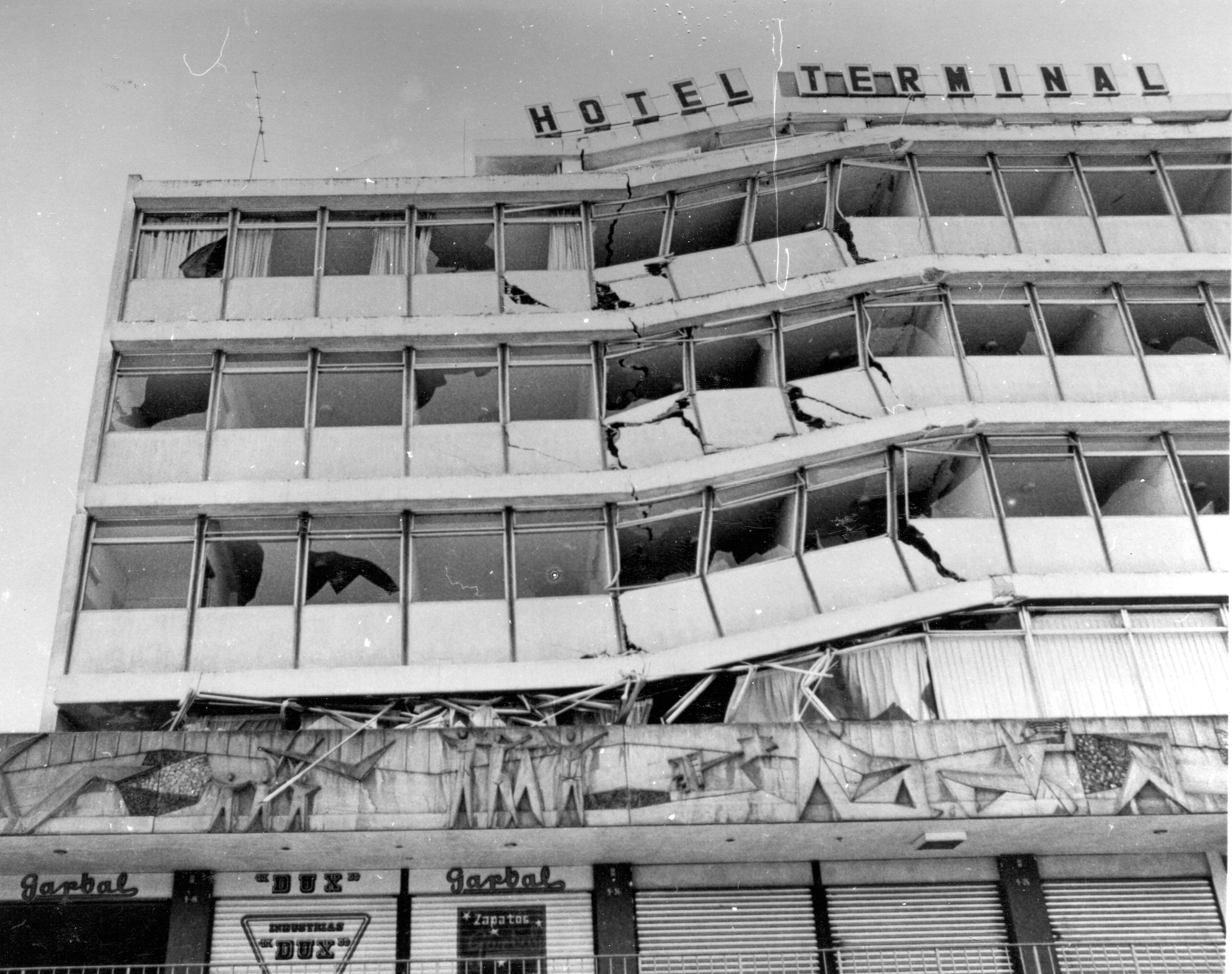
L'hôtel Terminal, à Guatemala.

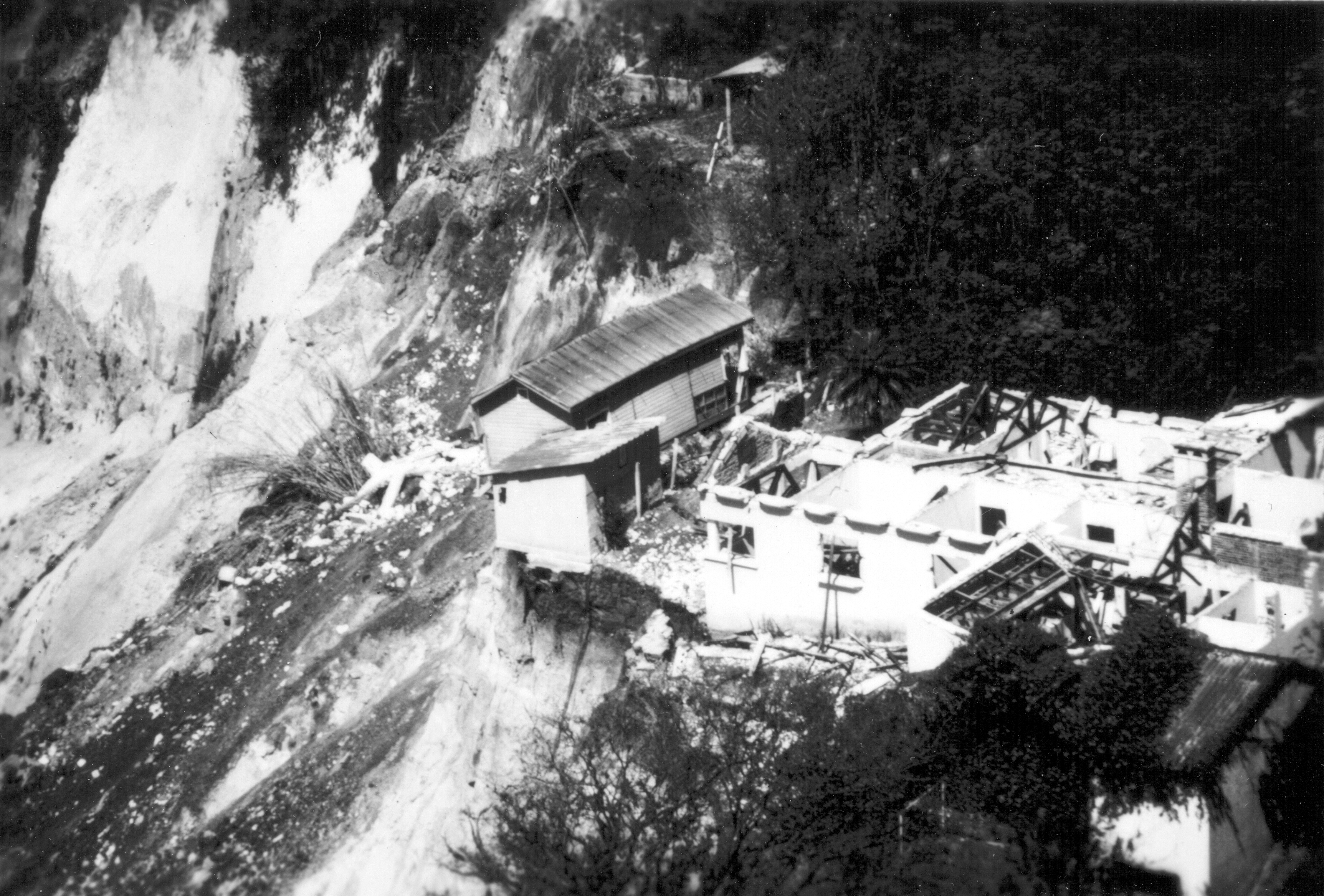
Glissement de terrain, à Guatemala.

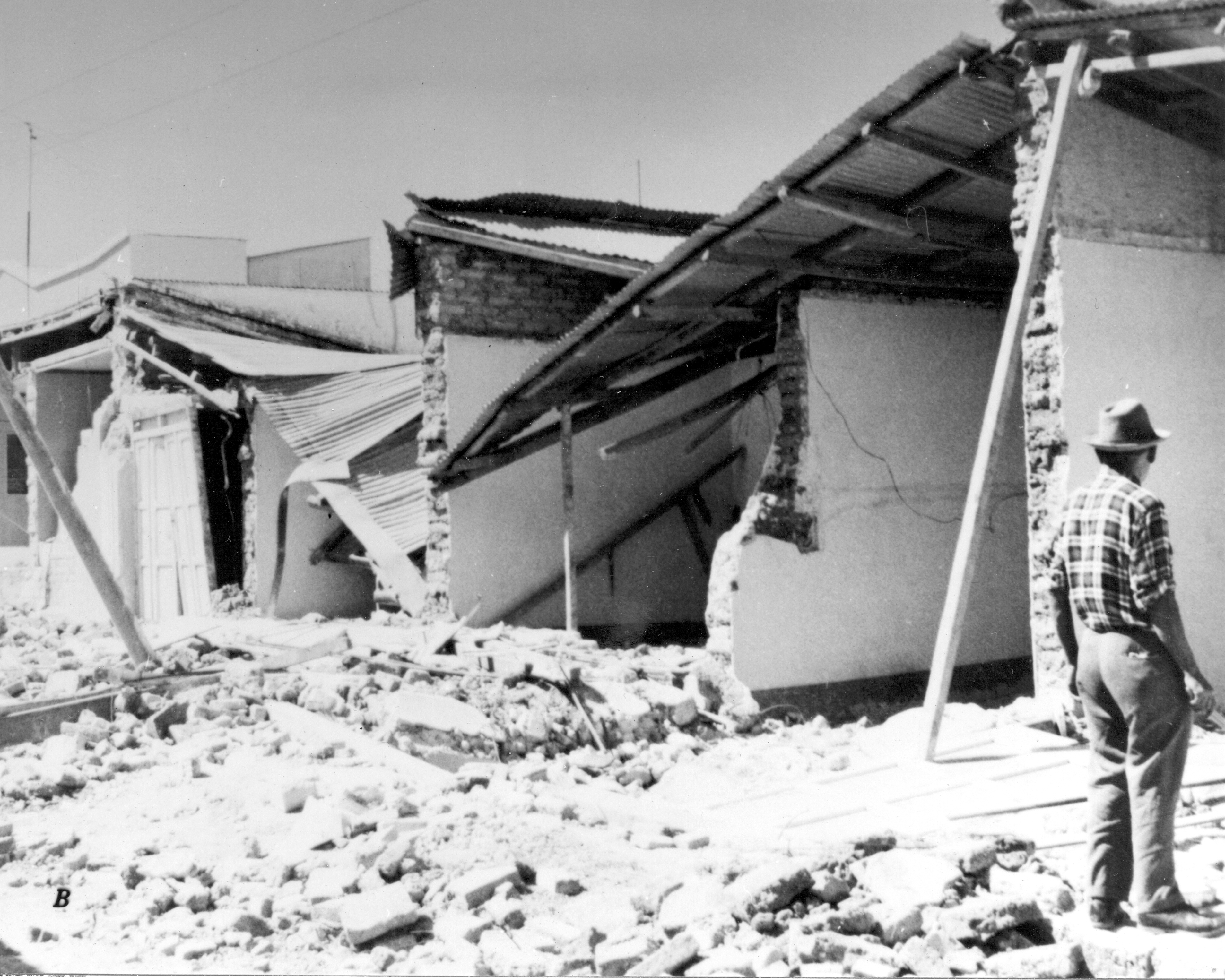
Maisons d'adobe, à Guatemala.

Durant la présidence de Laugerud García survient l'un des plus importants tremblements de terre de l'histoire du pays, celui du 4 février 1976, qui génère une crise sans précédent,. La zone la plus touchée par le séisme couvre environ 30 000 km², avec une population de 2,5 millions d'habitants. Environ 258 000 maisons sont détruites, laissant près de 1,2 million de personnes sans abri. Environ 40 % des infrastructures hospitalières nationales sont détruites, tandis que d’autres centres de santé subissent également des dégâts substantiels.
Avec le fort soutien international, et contrairement à ce qui s'était produit avec le président Manuel Estrada Cabrera après les tremblements de terre de 1917-1918, Laugerud García se révèle être un administrateur compétent, redressant le pays de manière efficace et encourageant la population avec la devise ¡Guatemala está en pie! [le Guatemala est debout !]. Bien qu'il y ait eu de graves cas de corruption lors de la reconstruction, les infrastructures sont remises en état et aucune trace de destruction n'est visible après dix ans. Des années plus tard, il rapporte qu'il faisait encore des cauchemars à propos du tremblement de terre de 1976.

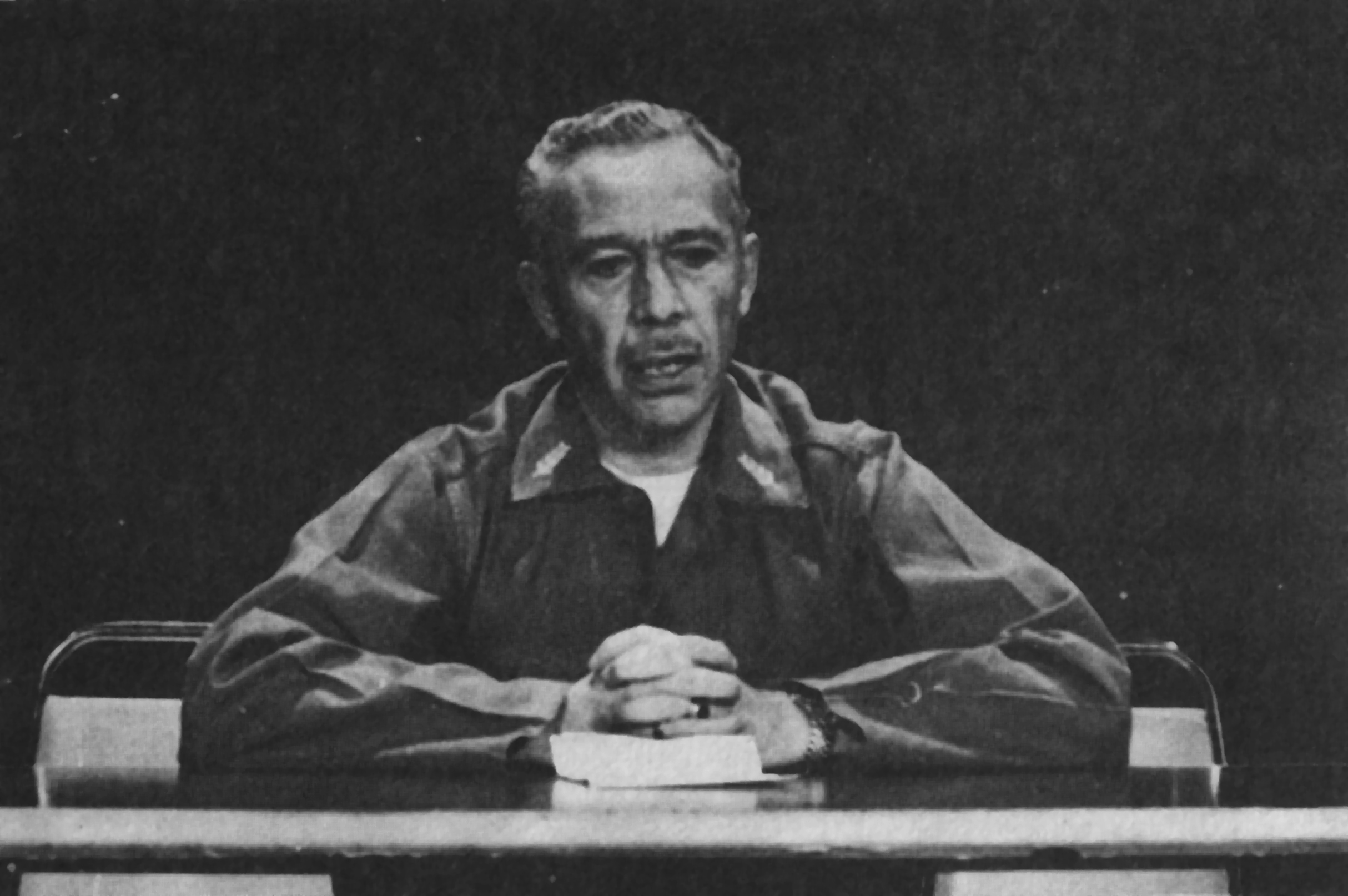
Laugerud García, s'adressant à la nation après le séisme.

### Guerre civile guatémaltèque
Pour combattre les guérilleros, Laugerud déclare l'état de siège, qui se fait sentir dans toutes les couches sociales. Par exemple, lorsqu'en 1974 le dramaturge Hugo Carrillo met en scène la pièce El Señor Presidente, basée sur le roman de Miguel Ángel Asturias, il doit le faire sous le pseudonyme de Franz Metz, et la police judiciaire a même demandé l'adresse d'Asturias, qui était décédé des mois plus tôt à Madrid, en Espagne.

«  Le Guatemala est blessé... mais pas mortellement ! » »

— Laugerud, le 4 février 1976

#### Meurtre de Mario López Larrave
Sous le gouvernement de Laugerud García, la répression exercée par Arana Osorio contre les syndicats guatémaltèques réduit considérablement et ceux-ci en profitent pour recommencer à se réorganiser. En mars 1976, le Comité national d'unité syndicale (CNUS) est créé, et l'un des principaux conseillers de l'entité naissante était Mario López Larrave, ancien doyen de la Faculté de droit de l'université de San Carlos du Guatemala, membre du Conseil universitaire supérieur, représentant le Collège des avocats et notaires du Guatemala et collaborateur à la formation de nombreux syndicats, qui demeurent protégés par la Constitution de la République et le Code du travail. López Larrave est assassiné le 8 juin 1977, alors qu'il quittait son bureau. Ses funérailles sont la première manifestation massive de rejet du terrorisme au Guatemala. Ironiquement, après la mort de López Larrave, a lieu la grève de l'usine Panteleón, qui modifie à jamais l'histoire syndicale de la côte sud du Guatemala.

#### Massacre de Panzós
Le 29 mai 1978, le maire de Panzós, dans l'Alta Verapaz, convoque les dirigeants paysans de la localité pour répondre aux demandes et à la résistance du peuple face aux expulsions de leurs terres par les agriculteurs, les autorités locales et les militaires en faveur des intérêts économiques de la société Explotaciones Mineras de Izabal, en plus de l'exploitation minière d'autres minéraux par la société Transmetales, S.A..
Le détachement des Forces armées guatémaltèques à Panzós mitraille des manifestants indigènes Kekchís dans le cadre de la politique anti-insurrectionnelle du gouvernement, qui utilise l'armée pour contrer ce type de protestation, en disant aux soldats que les paysans sont des insurgés communistes. Au moins 53 indigènes (hommes, femmes et enfants) sont assassinés, et au moins 47 blessés, accusés de collaborer avec les forces de guérilla de la région opposées au gouvernement. Presque tous les corps sont enterrés dans une fosse commune avec un tracteur, pour tenter de les « faire disparaître ». Dans les jours suivants, plusieurs dizaines de corps sont aperçus dans différentes villes situées le long de la rivière Polochic.

### Politique étrangère

#### Conflit du Belize
En raison du conflit pour la souveraineté du Belize, accru par l'insistance de l'armée guatémaltèque et des membres de l'extrême droite du pays, le président Laugerud García demande au ministre des Affaires étrangères, Adolfo Molina Orantes, d'insister sur la résolution du conflit par des voies diplomatiques avec l'Angleterre. Molina Orantes, pour sa part, estimait que l'acquisition du territoire bélizien ne serait pas dans l'intérêt du Guatemala à ce moment-là et ne l'aiderait pas non plus à résoudre aucun des problèmes économiques et sociaux du pays. Malgré ses réticences et les demandes des membres de l'armée et du droit de démissionner de la chancellerie, Molina Orantes tente de résoudre le conflit. En 1977, des représentants de l'Angleterre et du Guatemala se sont rencontrés à Guatemala pour une série de pourparlers sur la situation au Belize, alors encore colonie britannique revendiquée par le Guatemala. Le seul résultat positif des réunions a été une déclaration commune dans laquelle les deux pays se sont engagés à réduire les tensions à la frontière commune des deux territoires. Cependant, quelques jours plus tard, le chef de la délégation britannique, Ted Rowlands, déclare que les troupes que l'Angleterre avait envoyées pour protéger son territoire ne seraient pas retirées, ce à quoi le président Laugerud García répond en affirmant que la présence de troupes anglaises au Belize constituent un acte d'agression contre le Guatemala.
Mais la situation internationale ne favorise pas la revendication guatémaltèque : le Guatemala est de plus en plus isolé diplomatiquement dans sa revendication territoriale, puisque de nombreux pays d'Amérique latine et des Caraïbes soutiennent l'indépendance du Belize. Même l'ambassadeur des États-Unis auprès des Nations unies, Andrew Young, déclare que les États-Unis soutiennent l'indépendance du territoire anglais, après être restés neutres jusque-là.

#### Visite des rois d'Espagne
En 1974, il se rend, sur invitation du caudillo Francisco Franco, au Pardo de Madrid en Espagne, puis en septembre 1977, les roi et reine d'Espagne Juan Carlos I et Sofia visitent le Guatemala au milieu d'une tournée de bonne volonté en Amérique latine.

### Infrastructures
Outre le redressement du pays après le tremblement de terre du 4 février 1976, le gouvernement de Laugerud García réalise la construction d'importants bâtiments publics, comme le Théâtre national, qui est achevé sous son administration présidentielle. La cérémonie de passation de pouvoir à son successeur, le général Lucas García, sert par ailleurs à inaugurer ces nouvelles installations, le 1er juillet 1978.

#### Bande transversale du Nord
En 1970, le gouvernement du général Carlos Arana Osorio déclare une zone de développement agraire par décret, créant officiellement la Bande transversale du Nord (la Franja Transversal del Norte ; FTN), qui inclut les municipalités de San Ana Huista, San Antonio Huista, Nentón, Jacaltenango, San Mateo Ixtatán et Santa Cruz Barillas dans le Huehuetenango ;  Chajul et San Miguel Uspantán dans le Quiché ; Cobán, Chisec, San Pedro Carchá, Lanquín, Senahú, Cahabón et Chahal dans l'Alta Verapaz ainsi que tout le département d'Izabal.
À partir de 1974, à la suite des découvertes de gisements de pétrole à proximité de la FTN, celui-ci y est exploité commercialement. Le 30 juillet 1976, lorsque Laugerud García visite la coopérative Mayalán créée seulement dix ans auparavant près d'Ixcán, dans le Quiché, il déclare : « Mayalán est située au sommet de l'or », laissant entendre que la FTN ne serait plus destinée à l'agriculture ou au mouvement coopératif, mais plutôt à l'atteinte des objectifs stratégiques d'exploitation des ressources naturelles. Après cette visite présidentielle, les compagnies pétrolières continuent activement les explorations dans la région, ce qui justifie la construction du chemin de terre qui traverse la bande. Ce corridor, construit entre 1975 et 1979, permet ultérieurement à de puissants politiciens, soldats et hommes d'affaires de s'emparer de nombreuses terres.

### Pétrole
La loi sur les hydrocarbures de 1975 avait une vision nationaliste de l’exploitation des ressources pétrolières et garantissait d’importants avantages économiques à l’État et aux dirigeants militaires.

### Éducation
En 1976, il confère au maître E. Antonio Romero, originaire de Sololá, l'ordre Francisco Marroquín. Pour avoir été le premier enseignant rural décoré dans l'histoire de l'enseignement guatémaltèque, le président Laugerud offre à la ville le plus grand nombre de salles de classe Butler, pour remplacer toutes les écoles détruites par le tremblement de terre de 1976 .

## Après la politique
Laugerud García est remplacé par le général Fernando Romeo Lucas García, du même parti, lors d'élections frauduleuses. Laugerud avait poursuivi une série de projets et mandats amorcés sous Carlos Arana Osorio, qui étaient le résultat d'élections frauduleuses et qui avaient permis à l'armée de maintenir le pouvoir pendant douze ans, donnant une apparence d'alternance républicaine. Le mode de succession était simple : le ministre de la Défense démissionnait et se présentait à la présidence. Après avoir remporté les élections, son nouveau ministre démissionne et le processus se répète. Le 23 mars 1982, après les élections générales remportées par le général Ángel Aníbal Guevara, ministre de la Défense sous Lucas García, des officiers de l'armée renversent le président Lucas et installent le général Efraín Ríos Montt, et les colonels Manuel Gordillo et Horacio Maldonado Shaad comme membres d'un triumvirat provisoire, mettant ainsi fin à la succession militaire mise en place.

## Mort
Il est décédé le 9 décembre 2009 à Guatemala des suites de problèmes rénaux et pulmonaires.

## Distinctions
- Chevalier au col de l'Ordre d'Isabel la Católica (1978)
- Collier de l'Ordre du Mérite du Chili (1978)